# Telioneura germana
Telioneura germana là một loài bướm đêm thuộc phân họ Arctiinae, họ Erebidae.